# 瓦爾代克和皮爾蒙特親王國
瓦尔代克位于当今德意志联邦共和国黑森州和下萨克森州交界一带。12世纪成为神圣罗马帝国的一个伯国。瓦尔代克的统治者来自施瓦伦贝格的领主家族。1474年分裂为两支，1692年重新合并。1712年，瓦尔代克伯爵被皇帝卡尔六世升为亲王。1918年德国君主制覆亡，瓦尔代克亲王失去了领土，但仍保有亲王的头衔。

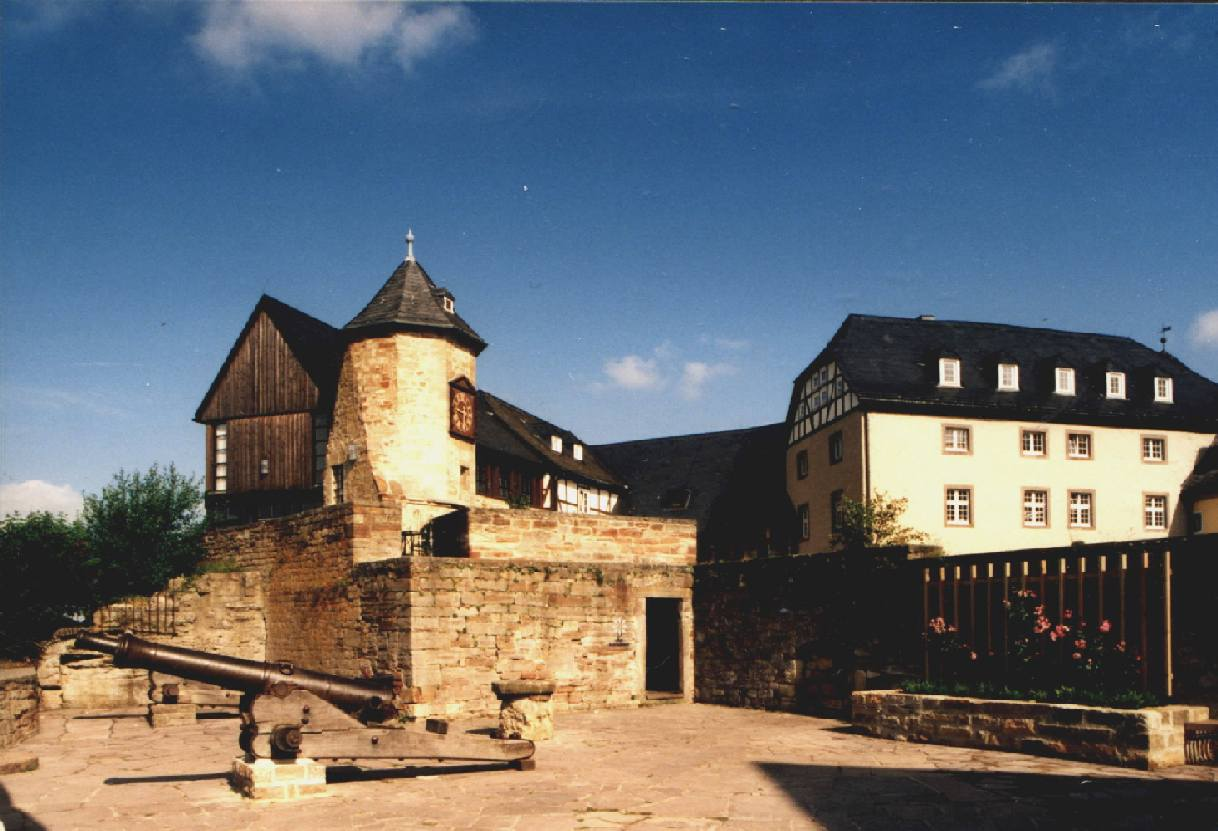
瓦尔代克城堡

## 瓦尔代克和皮尔蒙特亲王

第一任瓦尔代克和皮尔蒙特亲王弗里德里希·安东·乌尔里希

1. 1706年—1728年：腓特烈·安東·烏爾里希
2. 1728年—1763年：卡尔·奥古斯特·腓特烈 Karl August Friedrich 腓特烈·安东·乌尔里希的次子
3. 1763年—1812年：腓特烈·卡尔·奥古斯特 Friedrich Karl August 卡尔·奥古斯特·腓特烈的次子，1806年起只保留瓦尔代克亲王的称号
4. 1812年—1813年：格奥尔格一世 Georg I 卡尔·奥古斯特·弗里德里希第四子，1806年起为皮尔蒙特亲王，1812年瓦尔代克和皮尔蒙特重新合并，并成为德意志邦联的一个邦。
5. 1813年—1845年：格奥尔格二世 Georg II Friedrich Heinrich 格奥尔格一世次子
6. 1845年—1893年：格奥尔格·维克多 Georg Viktor 格奥尔格二世次子，1871年瓦尔代克和皮尔蒙特成为德意志帝国的一个邦。
7. 1893年—1918年：腓特烈 Friedrich Adolf Hermann 格奥尔格·维克多长子

1918年，德国君主制覆亡。

## 瓦尔代克和皮尔蒙特家族首领
- 1918年—1946年：弗里德里希·阿道夫·赫尔曼 Friedrich Adolf Hermann 格奥尔格·维克多长子
- 1946年—1967年：约西亚斯·格奥尔格·威廉·阿道夫 Josias Georg Wilhelm Adolf 弗里德里希·阿道夫·赫尔曼长子，党卫队军官
- 1967年—2024年：维特金德·阿道夫·亨利·格奥尔格-威廉 Wittekind Adolf Heinrich Georg-Wilhelm 约西亚斯之子
- 2024年至今：卡尔-安东·克里斯蒂安·古斯塔夫·克莱门斯·亚历山大 Carl-Anton Christian Gustav Clemens Alexander（1991年12月25日生）

瓦尔代克和皮尔蒙特亲王世弟：约西亚斯·克里斯蒂安·亚历山大 Josias Christian Alexander （1993年7月7日生），假定继承人。